# Kūr ‘Abbāslū
Kūr ‘Abbāslū (persiska: كور عباسلو) är en ort i Iran.   Den ligger i provinsen Ardabil, i den nordvästra delen av landet, 400 km nordväst om huvudstaden Teheran. Kūr ‘Abbāslū ligger 1 731 meter över havet och antalet invånare är 185.
Terrängen runt Kūr ‘Abbāslū är huvudsakligen kuperad, men åt nordväst är den platt. Runt Kūr ‘Abbāslū är det ganska tätbefolkat, med 139 invånare per kvadratkilometer. Närmaste större samhälle är Nīr, 10,3 km nordväst om Kūr ‘Abbāslū. Trakten runt Kūr ‘Abbāslū består i huvudsak av gräsmarker.